# 胡芮
胡芮（?—?），又作黎芮，越南胡朝第二代皇帝胡汉蒼的太子。
绍成二年（1402年），士人阮稟上書，以為太上皇胡季犛应该遜位，退居金甌，皇帝胡汉蒼為上皇，太子胡芮正位官家。胡季犛大怒，说稟指斥乘輿，事情切害，将他斬杀。
開大五年（1402年），明朝攻打越南。五月初五日，阮大擒獲右相國胡季貔（胡季犛的弟弟）及其子判中都胡元咎。五月十一日，明军攻打永寧，衛軍王柴胡等七人在止止灘擒獲胡季犛，交州右衛軍季保等十人於奇羅海口擒獲左相國胡澄。五月十二日，莫邃属下頭目阮如卿（《明实录》作武如卿）等於髙望山中擒獲胡漢蒼及太子胡芮，还有梁國王黎潡等、柱國東山鄉侯胡杜等。
張輔、沐晟差都督僉事柳昇、横海將軍魯麟、神機將軍張勝、都指揮俞讓、指揮同知梁鼎、指揮僉事申誌，俘送胡季犛及其子胡漢蒼、胡澄、胡澈、胡汪，孫胡芮、胡滷、胡范，幼孫胡五郎，弟胡季貔、姪胡元咎、胡子騂，胡叔驊，胡伯駿、胡廷燁、胡廷爌，將臣東山鄕侯胡杜、行遣阮彦光、黎景琦、將軍亭伯陳湯夢、中郎將范六才及其印信至南京献给明成祖。九月初五日，明成祖将他们都下到獄中，赦免其子孫胡澄、胡芮等人，命有司給衣食。